# Liste de voitures dans la fiction
 (août 2019).
Si vous disposez d'ouvrages ou d'articles de référence ou si vous connaissez des sites web de qualité traitant du thème abordé ici, merci de compléter l'article en donnant les références utiles à sa vérifiabilité et en les liant à la section « Notes et références ».
Hors des circuits publicitaires traditionnels (campagnes promotionnelles, salons de l'automobile, etc.), indépendamment de leurs qualités techniques intrinsèques, de l'intérêt ou de la popularité suscités auprès des utilisateurs, de nombreux modèles d'automobiles connaissent une célébrité grâce à leurs apparitions sur les écrans de cinéma ou de télévision, d'aucunes par association avec des personnages ou héros de films ou de séries télévisées — comme la Ford Gran Torino des personnages de Starsky et Hutch dans la série télévisée éponyme ; d'autres en devenant un des « personnages » emblématiques de ces fictions telle la Cadillac DeVille modèle 1964 du film Le Corniaud, mettant en scène deux vedettes du cinéma populaire français, Louis de Funès et Bourvil.

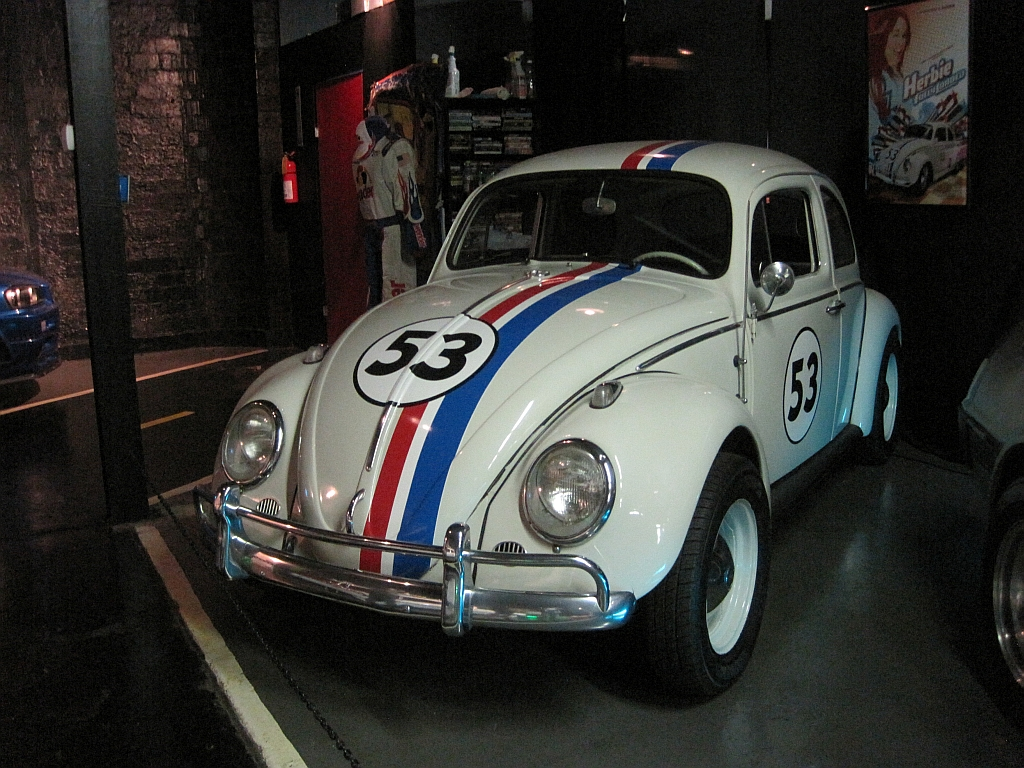
Herbie, Volkswagen Coccinelle, héroïne du film Un amour de Coccinelle.

Le même phénomène s'observe dans la bande dessinée : ainsi la Fiat 509 est-elle devenue indissociable du personnage de Gaston Lagaffe, devenant d'autre part un acteur de la série Marc Lebut et son voisin — aussi connue sous le nom des « aventures de la Ford T » — et faisant la couverture de l'album Tintin au Congo — l'automobile occupant d'ailleurs une place importante dans les albums du personnage de Tintin au point de susciter des collections dédiées au sujet de modèles réduits.
Aux côtés des « véhicules historiques », le parc automobile du cinéma, de la télévision et de la bande dessinée s'est aussi enrichi de « véhicules de fiction » peu ou prou dérivés de modèles automobiles existants : ainsi la première « Batmobile » de la série télévisée Batman des années 1960 est-elle dérivée de l'authentique concept car Lincoln Futura de 1955. La « Turbot 2 » mise au point par le comte de Champignac qui apparaît dans l'album Vacances sans histoires des aventures de Spirou est très directement inspirée de la Ford Atmos 1954.

## Cinéma
Inventions contemporaines, l'automobile et le cinéma sont liés depuis leurs débuts. L'automobile devient très vite, pour le cinéma, une source d'inventivité : les courses-poursuite fascinent et les accidents suscitent le rire, tant la mise en scène est tournée de façon burlesque. L'automobile est un « formidable » accessoire pour le cinéma, utilisée dans les scènes romantiques où deux amoureux s'embrassent, dans les scènes d'actions ou autres cascades spectaculaires. Bien plus tard, l'automobile deviendra même actrice principale comme dans la comédie Un amour de Coccinelle ou encore le film fantastique Christine.

### Cinéma anglo-saxon

#### Bonnie et Clyde
Bonnie et Clyde roulent dans une Ford modèle 18.

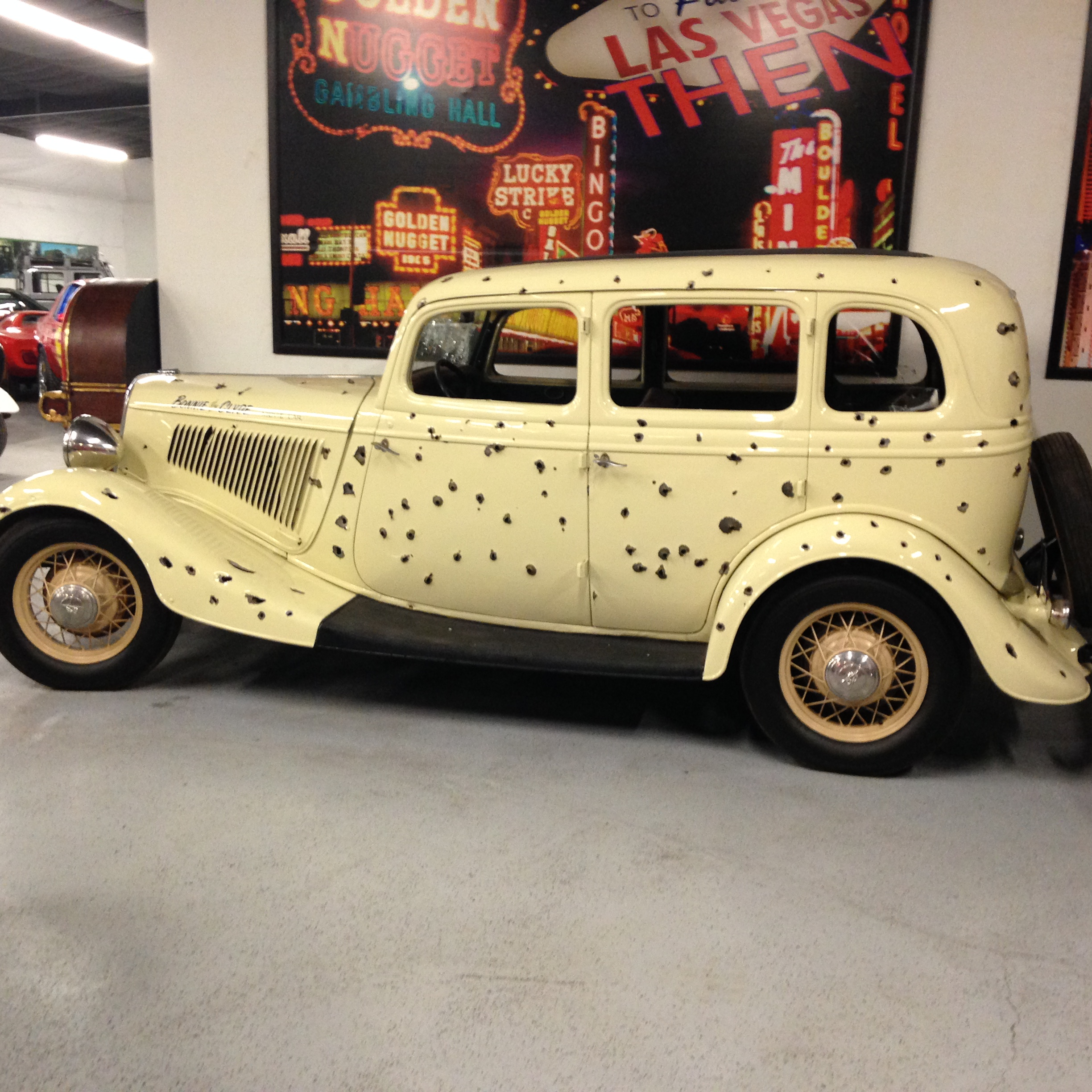
La voiture de Bonnie et Clyde utilisée dans le film, exposée au Hollywood Cars Museum.File:H.G. Wells by Beresford.jpg
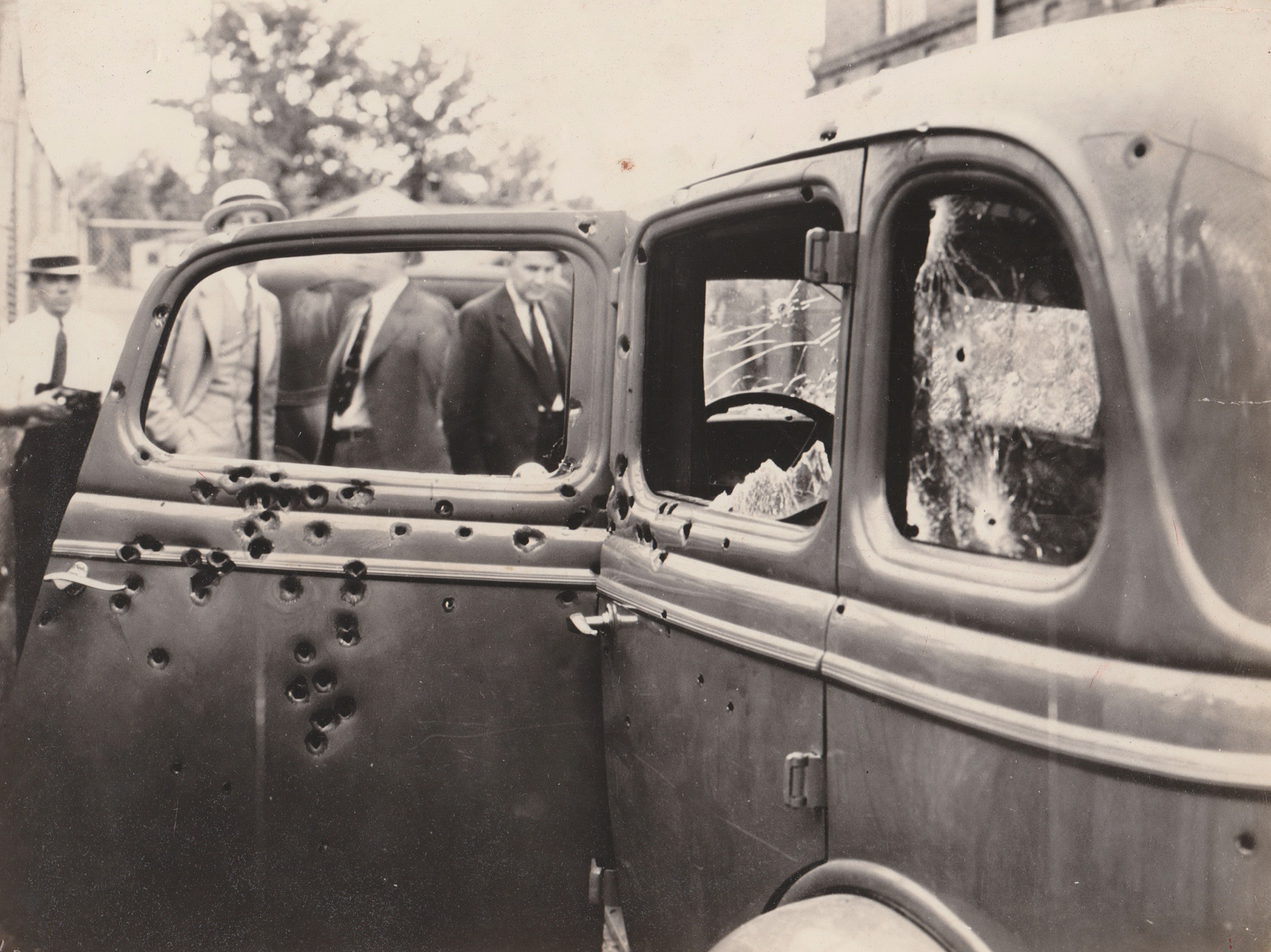
La voiture criblée de balles après l'embuscade (photographie FBI, 23 mai 1934).

#### Bullitt (1968)

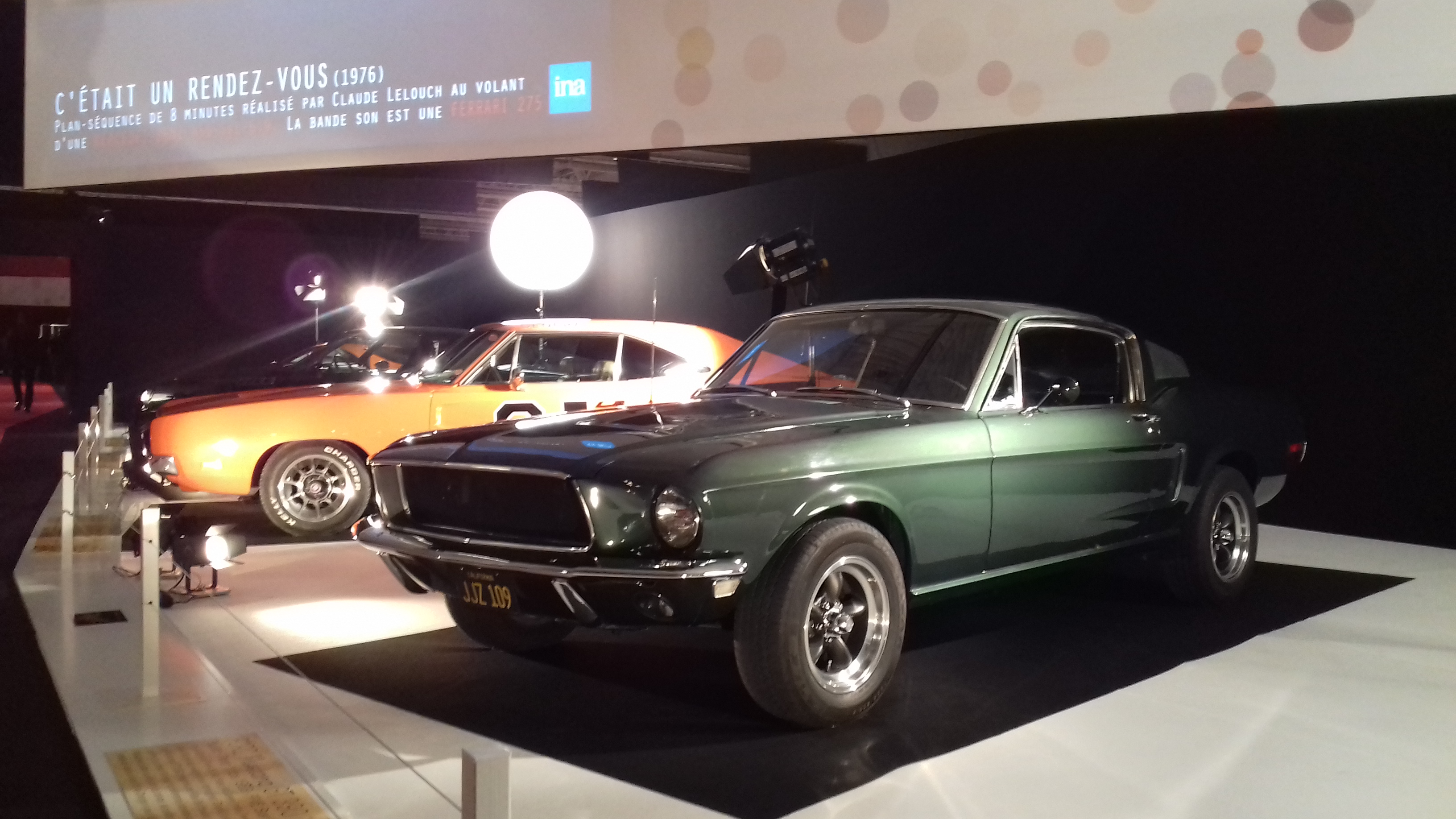
Ford Mustang GT390 1968 du film Bullitt

Une Ford Mustang et une Dodge Charger

#### Chitty Chitty Bang Bang(1968)
Une voiture de course modifiée 

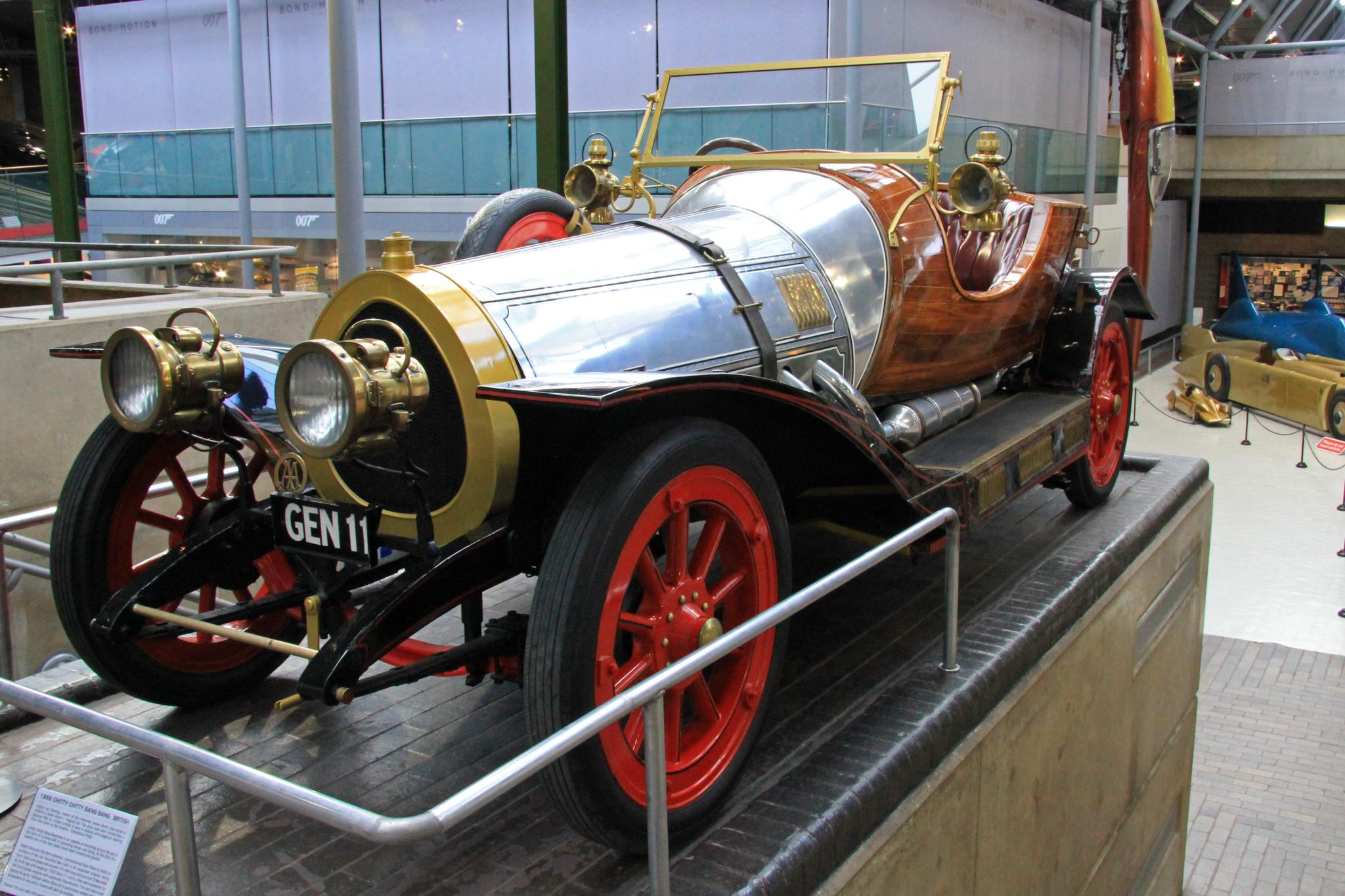
Voiture du film Chitty Chitty Bang Bang

#### Christine
Une Plymouth Fury

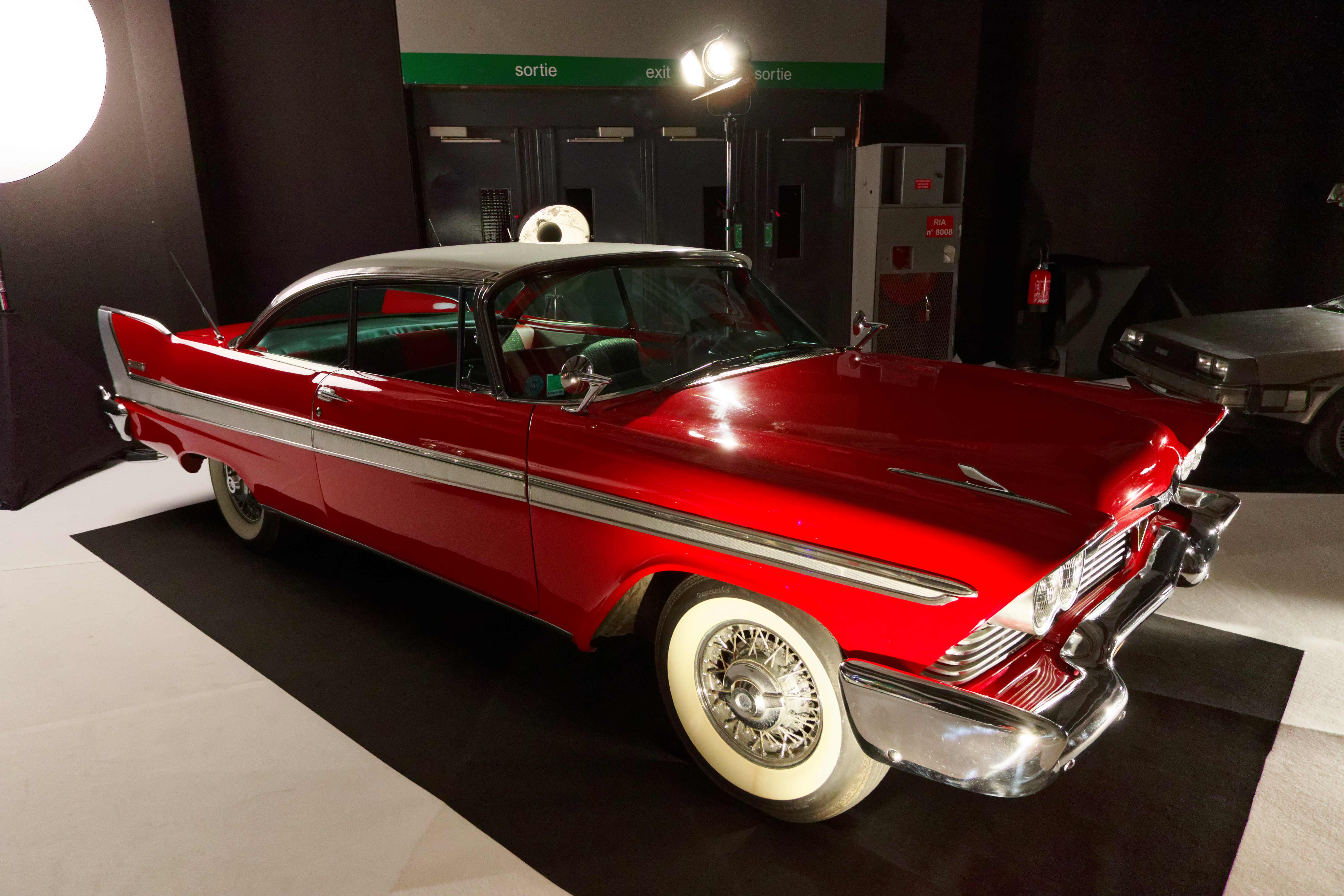
La Plymouth Fury du film, exposée lors de l'édition 2016 du Mondial de l'automobile de Paris.

#### Cours après moi shérif
Une Pontiac Firebird Trans Am

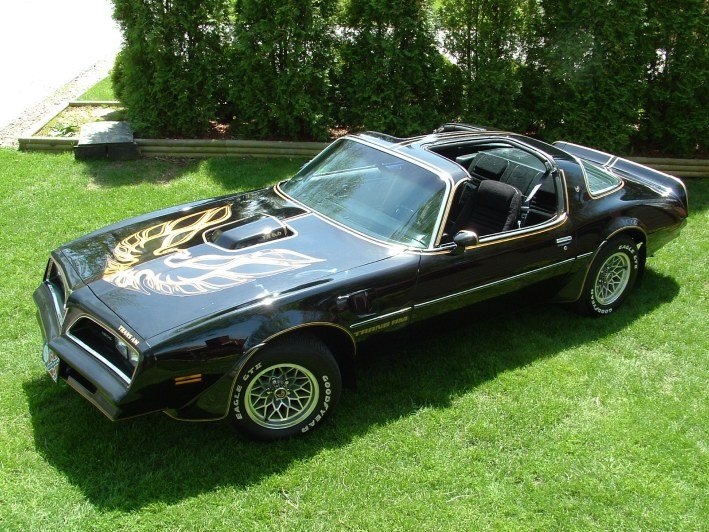
Firebird Trans Am « Black & Gold » de 1978.

#### Duel

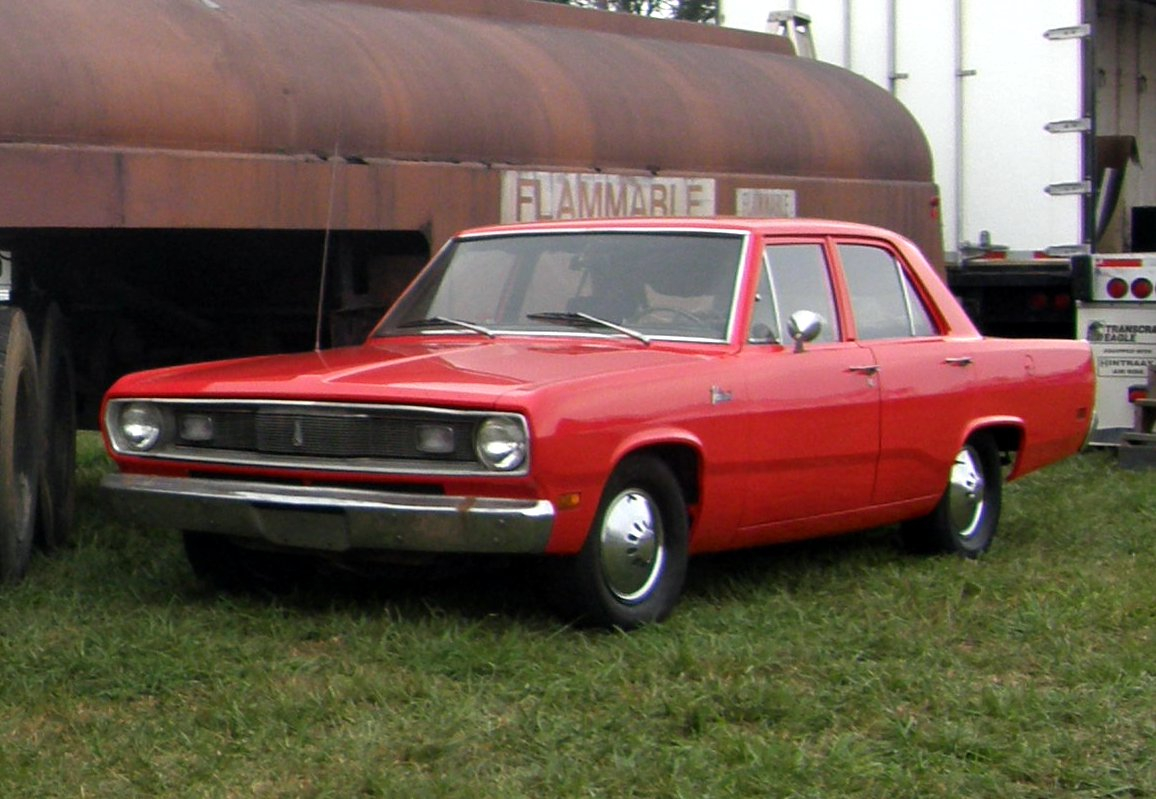
Plymouth Valiant rouge 1970

Premier film du réalisateur Steven Spielberg réalisé en 1971, ce road movie angoissant met en scène un représentant de commerce, incarné par l'acteur Dennis Weaver, qui, au volant de sa Plymouth Valiant De Luxe, est pris en chasse dans le désert californien par un camion fou. Différents modèles de cette voiture furent utilisés pendant le tournage (1970, 1971 et 1972, le téléfilm original ayant fait l'objet d'une version plus longue pour le cinéma), toutes ayant été détruites ou sérieusement endommagées au cours du tournage.

#### Fast and Furious
Une Toyota Supra,, une  Mitsubishi Eclipse

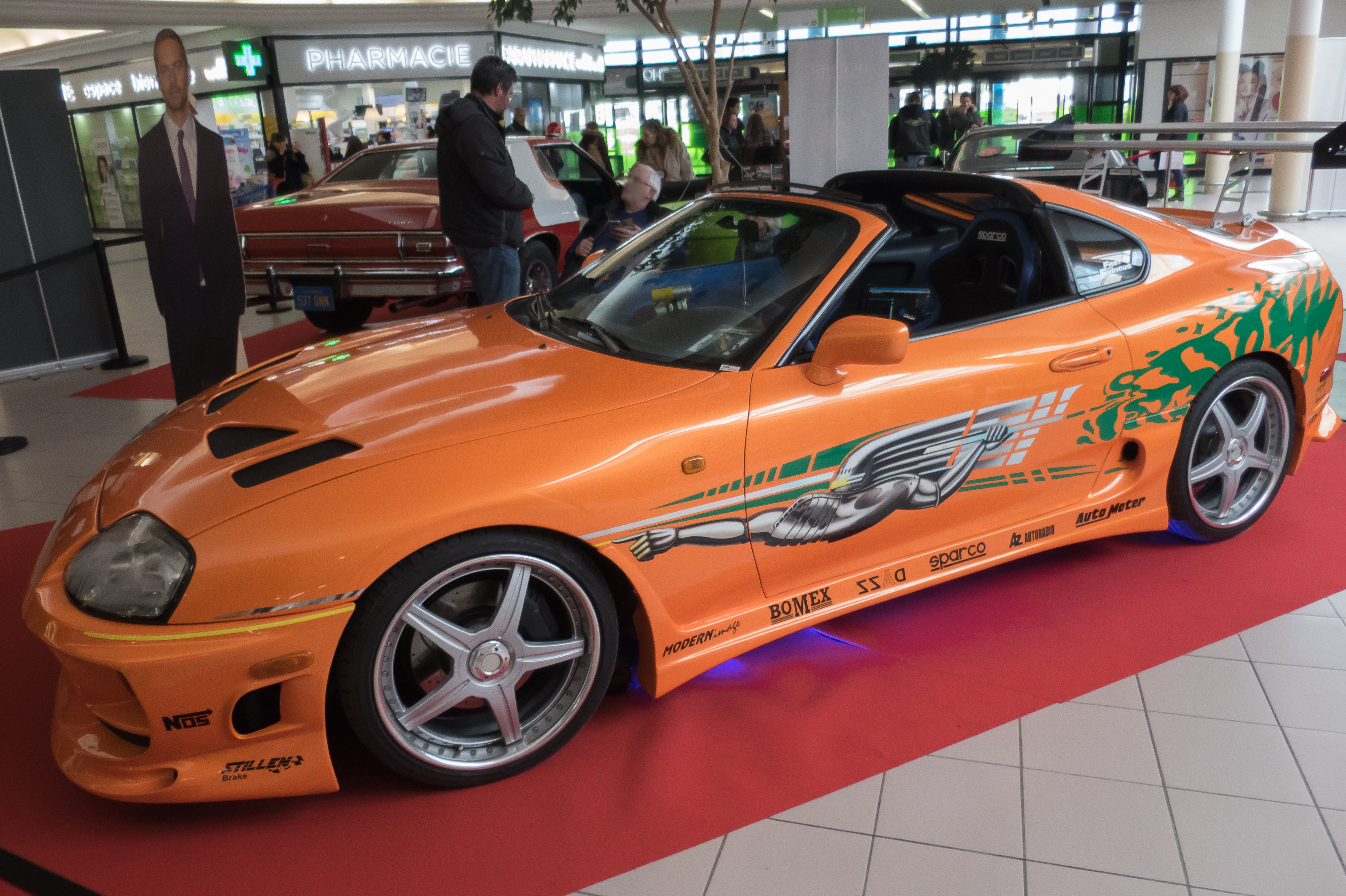
Une Toyota Supra (A80) au look du film "Fast and the Furious".
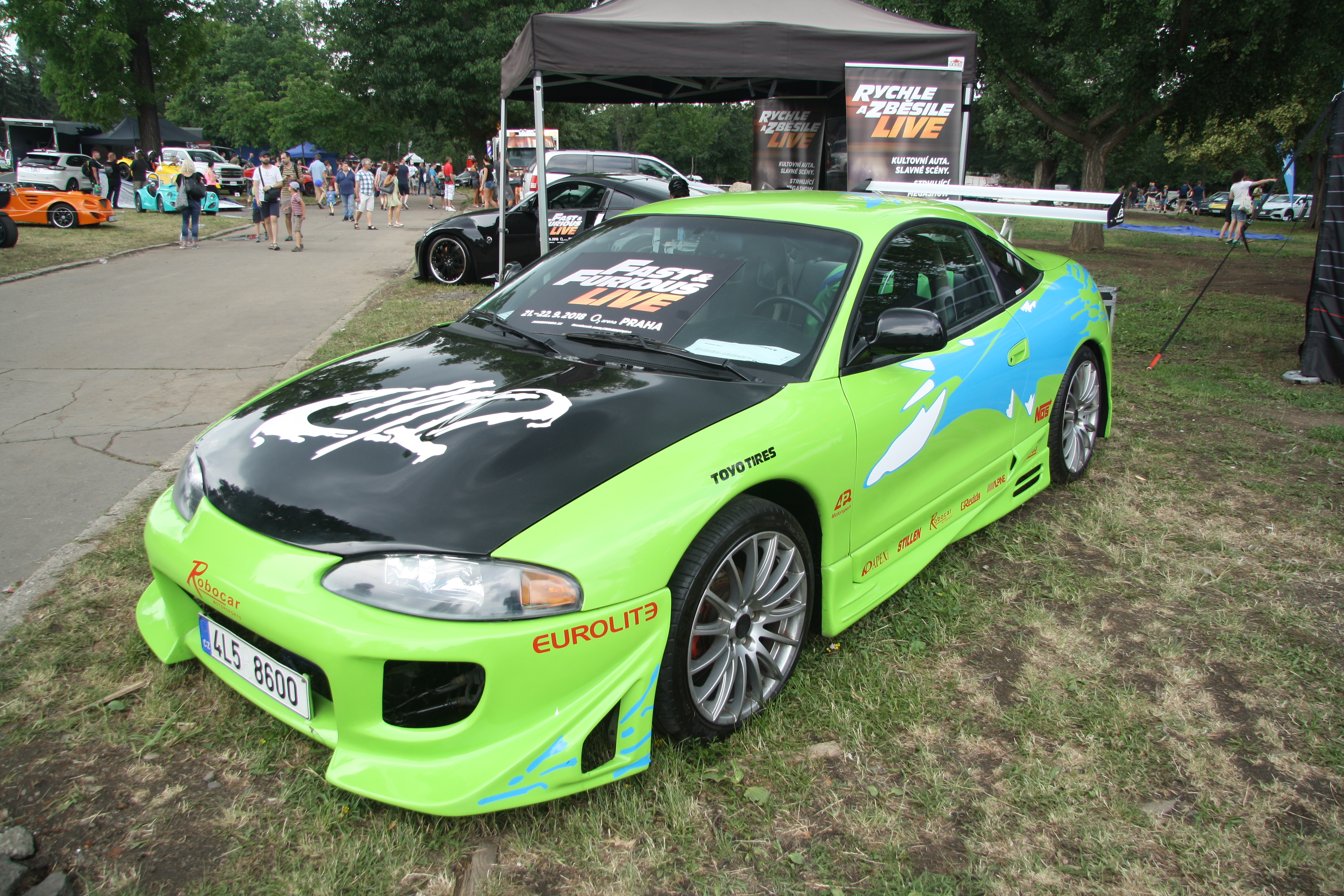
Une Mitsubishi Eclipse au look du film "Fast and the Furious".

#### Ghostbusters

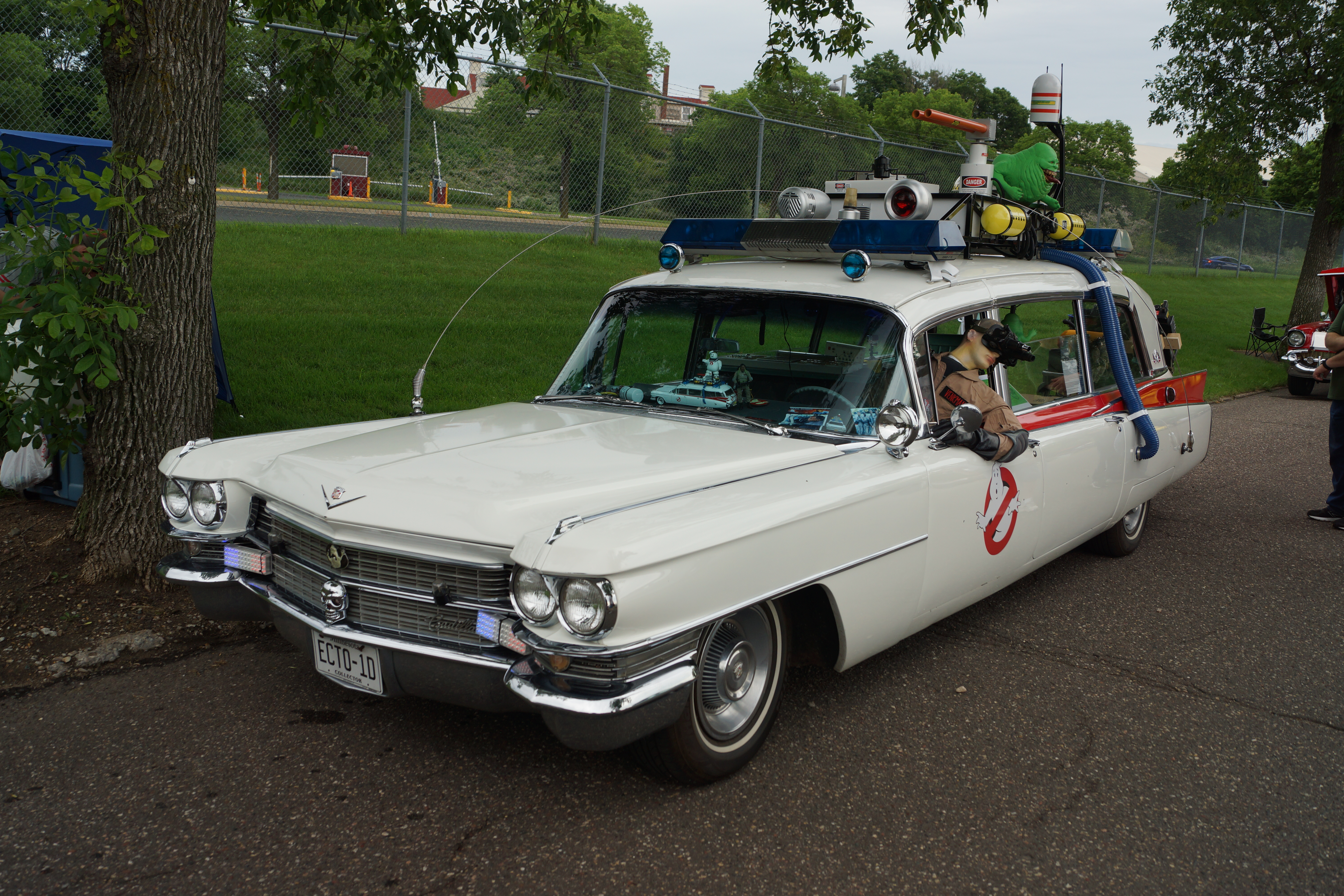
Cadillac Ambulance "Ghostbuster's Tribute"

L'équipe de « chasseurs de fantômes » constituée par les acteurs Bill Murray, Dan Aykroyd et  Harold Ramis se déplace au fil de ses interventions à bord d'une ambulance Cadillac Miller-Meteor 1959, dérivée de la Cadillac Eldorado, modifiée et baptisée « Ectomobile-1 ».

#### Gran Torino

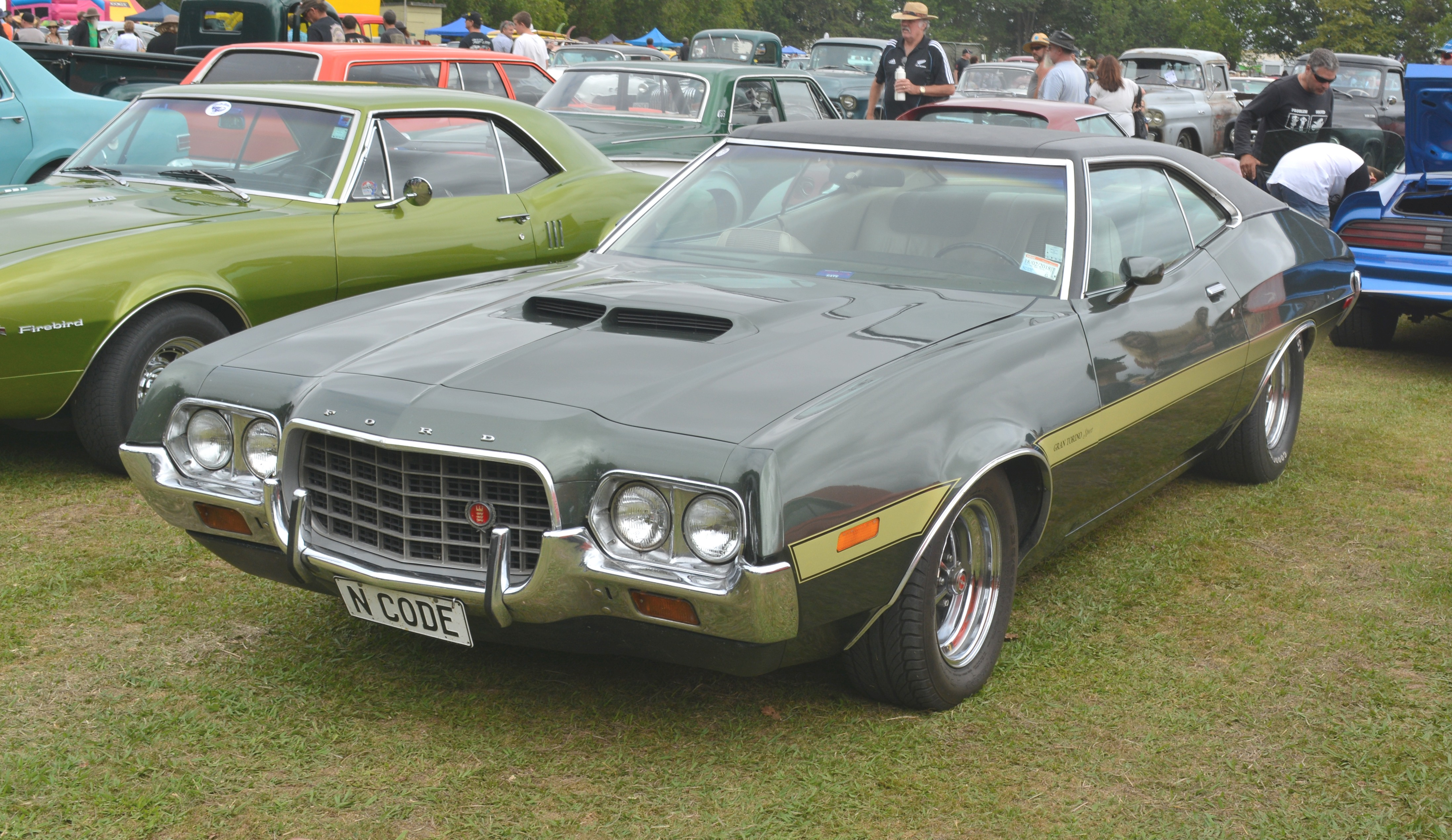
Ford Gran Torino 1972

Walt Kowalski (joué par Clint Eastwood) est un Polono-Américain, retraité des usines automobiles Ford et vétéran de la guerre de Corée médaillé de la Silver Star. Il possède une Ford Gran Torino 1972 qui est en élément central du scénario.

#### James Bond (1962-2021)
James Bond conduit une Aston Martin , évidemment, mais on voit dans cette série de films beaucoup d'autres voitures.

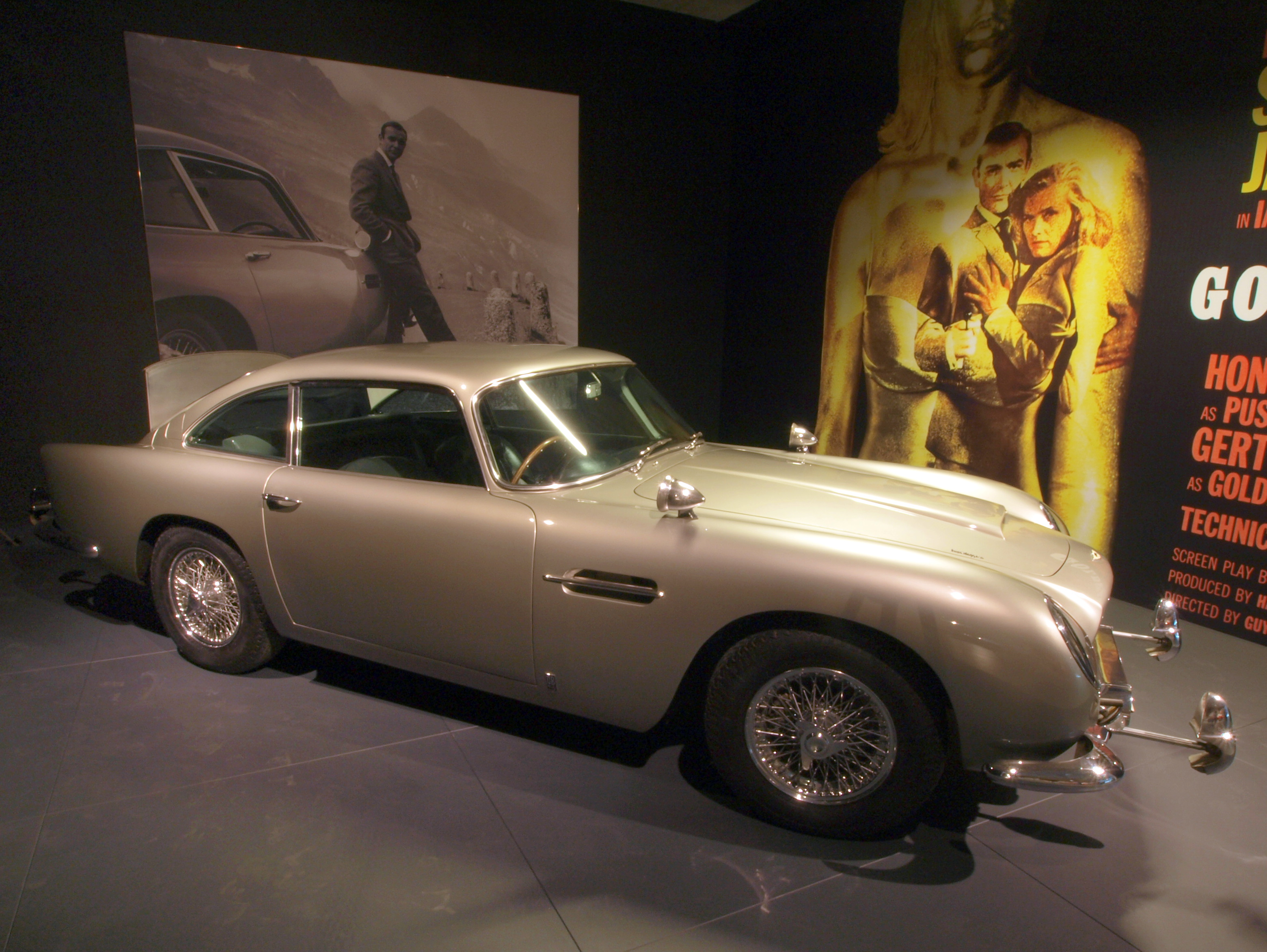
L'Aston Martin de James Bond.
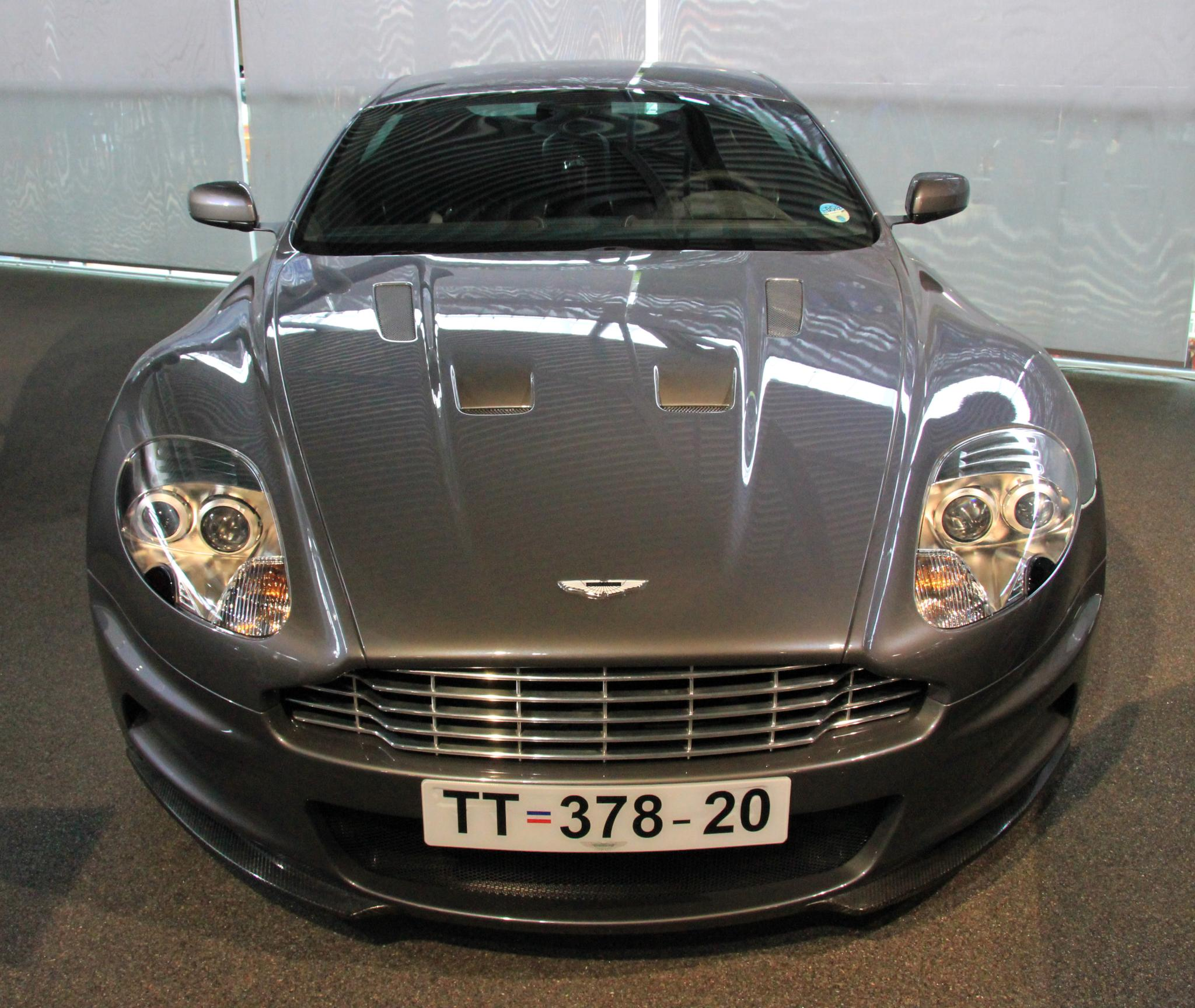
L'Aston Martin DB5 de Casino Royale
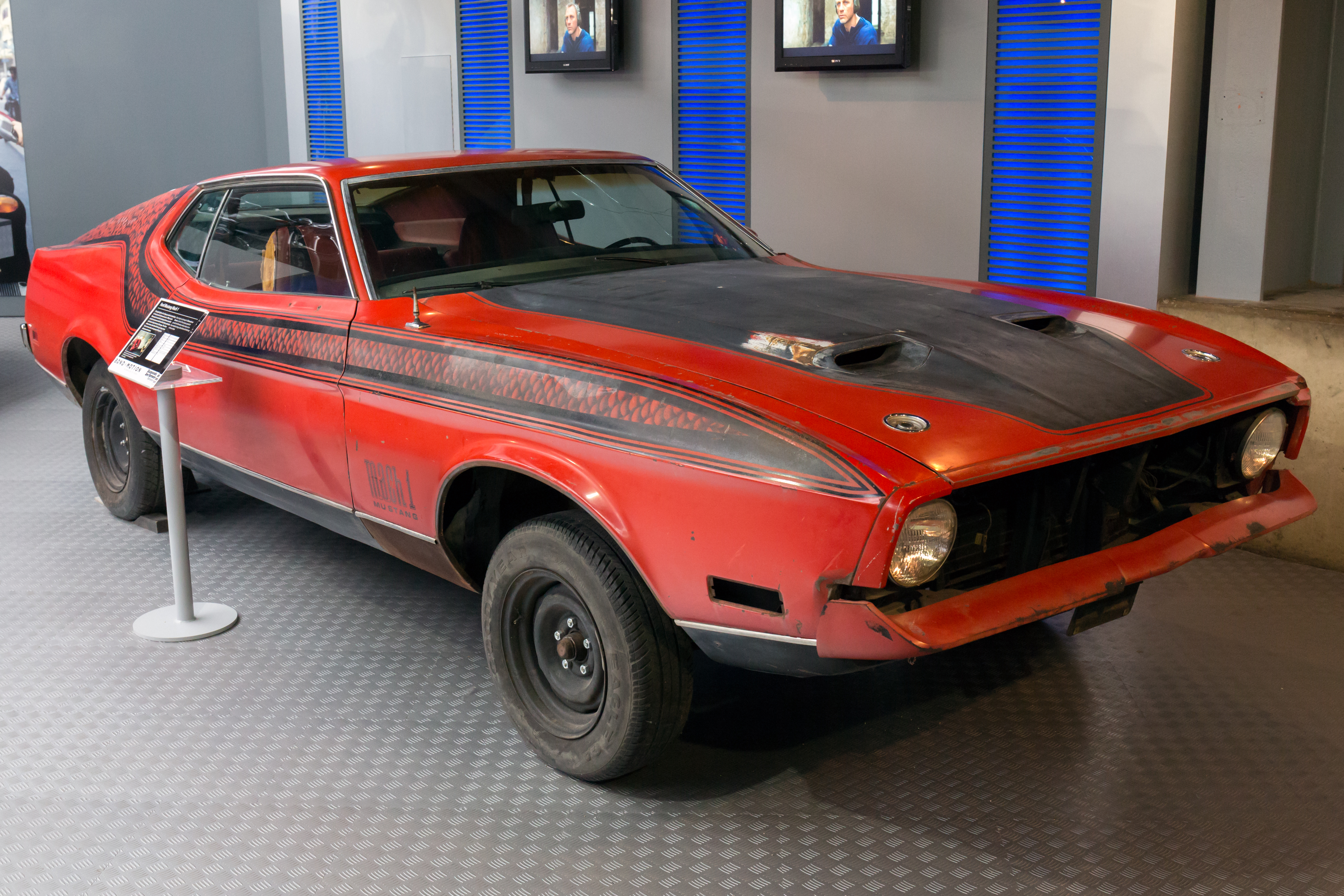
Ford Mustang vue dans Les diamants sont éternels

#### Laurel et Hardy
L'automobile est souvent utilisée dans les comédies de Laurel et Hardy, notamment dans un de leurs premiers courts-métrages intitulé Le Garage, succession de scènes comiques liées uniquement à l'automobile. La Ford T est tout particulièrement utilisée dans leurs films.

#### Le Mans (1971)
Une Porsche 917 et une Ferrari 512 S

#### Le Mans 66
Bruce McLaren (joué par Benjamin Rigby ), Ken Miles (joué par Christian Bale )... conduisent des Ford GT 40 et les mènent à la victoire. Ken Miles et Carroll Shelby (joué par Matt Damon) ayant contribué à la conception du véhicule.

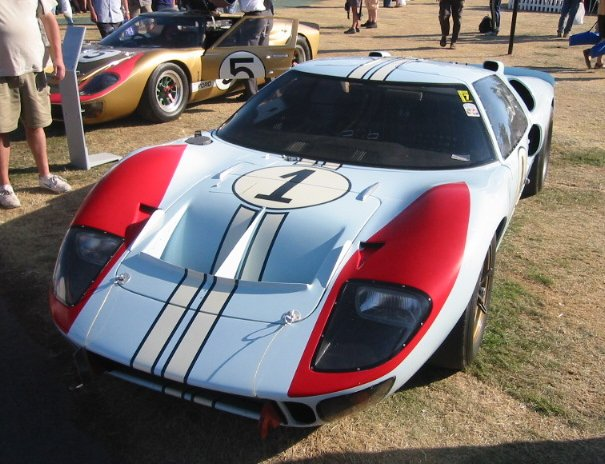
La Ford GT40 Mk II seconde des 24 Heures du Mans 1966.
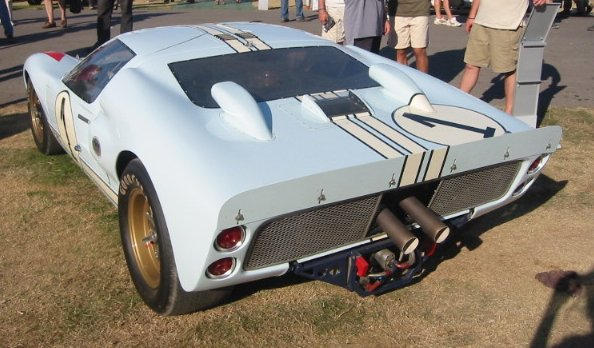
La même, vue de dos.

#### Mad Max

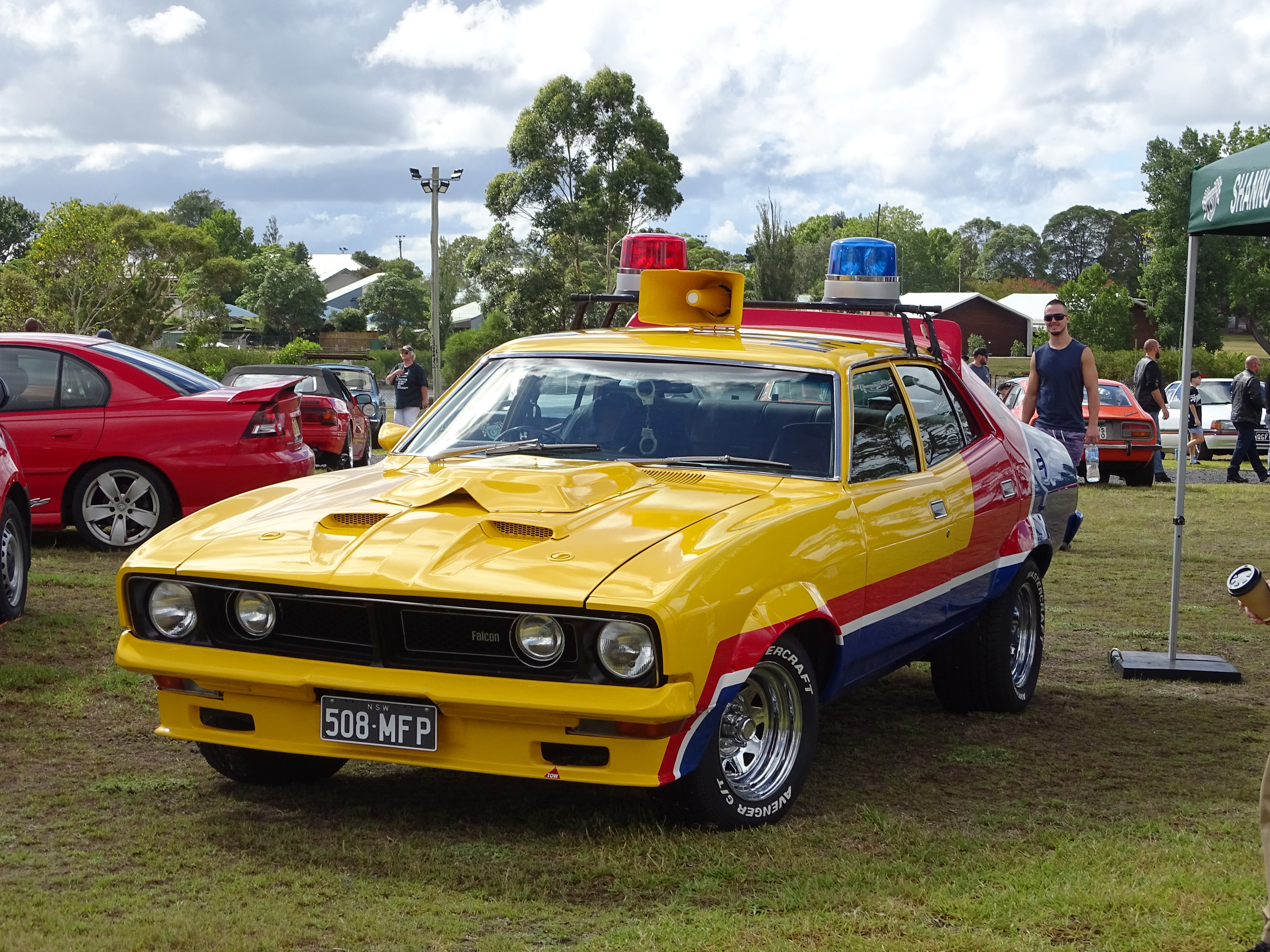
Ford Falcon 'Mad Max Interceptor'

Une Ford Falcon

#### Retour vers le futur

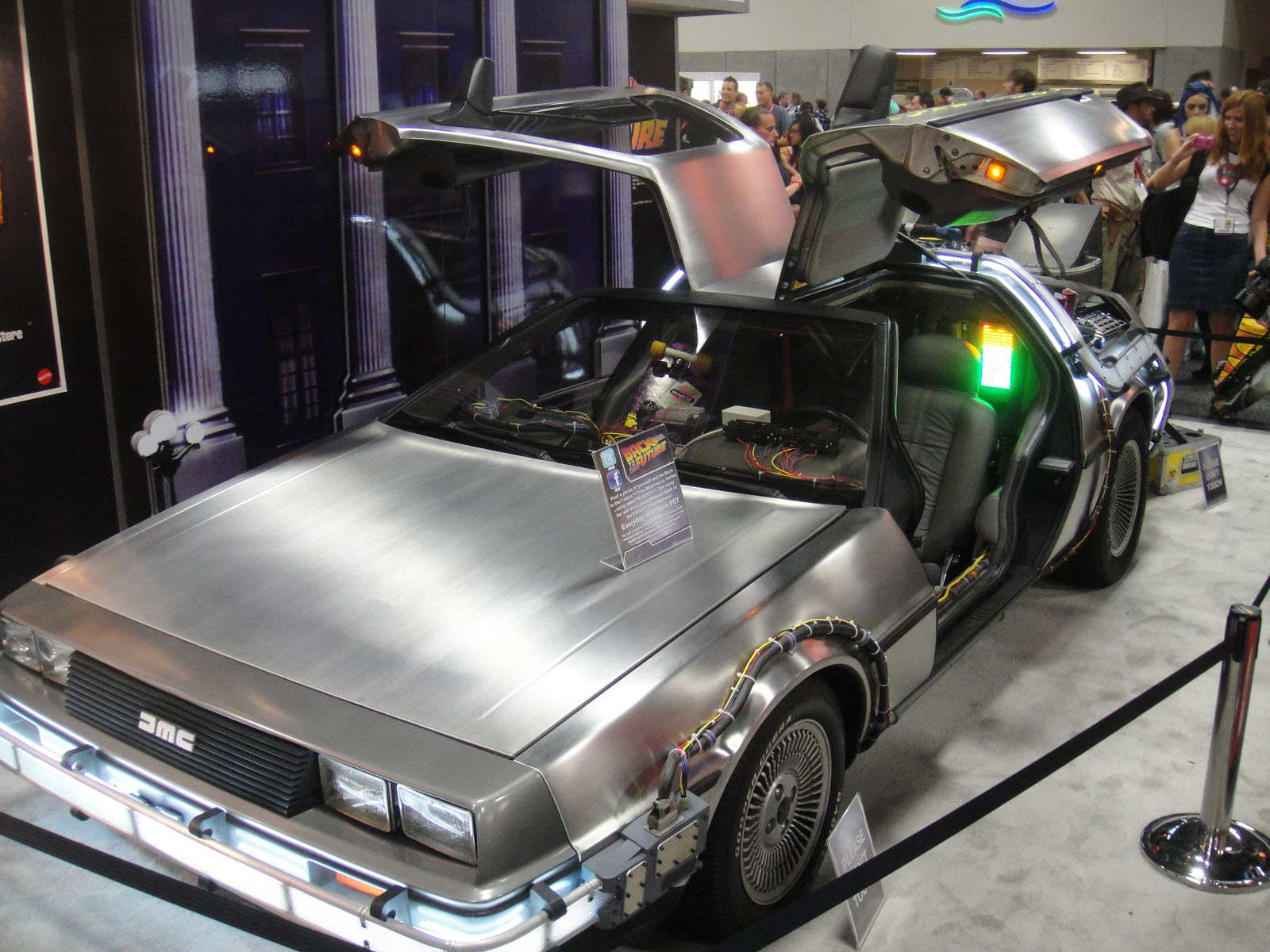
Delorean de retour vers le futur

Le véhicule temporel conçu par le Docteur Emmett Brown et utilisé par Marty McFly au fil de la trilogie est à l'origine une DeLorean DMC-12.

### Cinéma français
En France, pour ses débuts au cinéma, l'automobile fut d'abord un sujet de documentaires court-métrage par le biais notamment de reportages sur les premières courses et rallyes automobiles. En 1896, Louis Lumière filme le départ de l’excursion Paris-Meulan et l'intitule: Départ des voitures automobiles à Paris. Les accidents mortels, en courses ou dans la vie de tous les jours, étant très fréquents à la Belle Époque, puisque les routes sont encore avant tout destinées à la circulation des véhicules hippomobiles et des chevaux, elle devient aussi l'héroïne de petits films dénonçant ses dangers : en 1899, Georges Méliès réalise « Automaboulisme et Autorité » où la voiture devient une arme dangereuse entre les mains de deux clowns. En 1903 sort une première œuvre romanesque où l'automobile joue quelque rôle : « Enlèvement en automobile et mariage précipité » produit par Alice Guy, la première réalisatrice de l'histoire du cinéma, pour la société cinématographique de Léon Gaumont.

#### La Belle Américaine (1961)

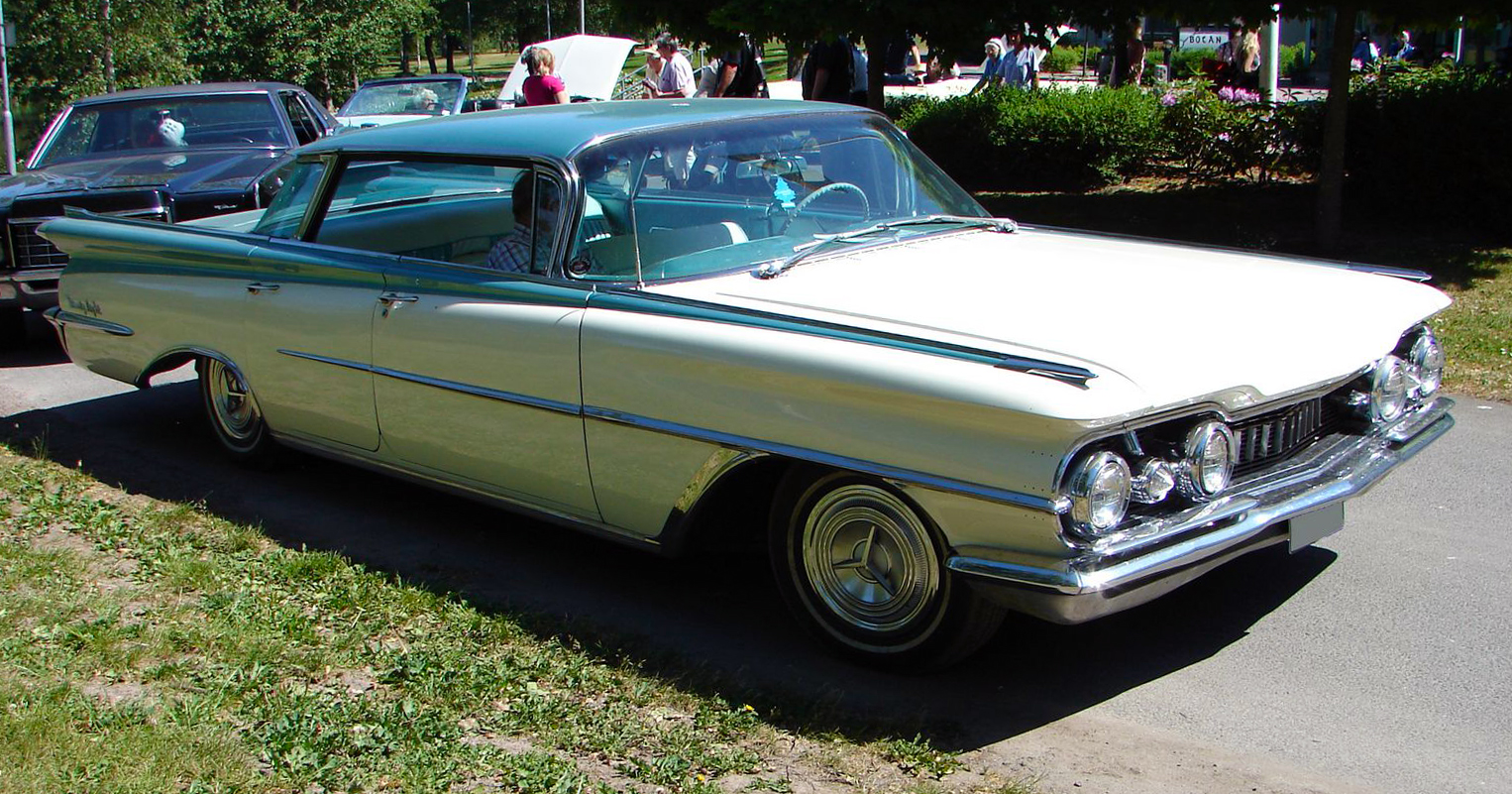
Une Oldsmobile 98 convertible, modèle 1959. Un véhicule de ce type, considérablement modifié, est la « belle américaine » dans le film homonyme.

#### Un homme et une femme  (1966)
Jean-Louis Trintignant conduit une Ford Mustang

#### Le Corniaud (1965)

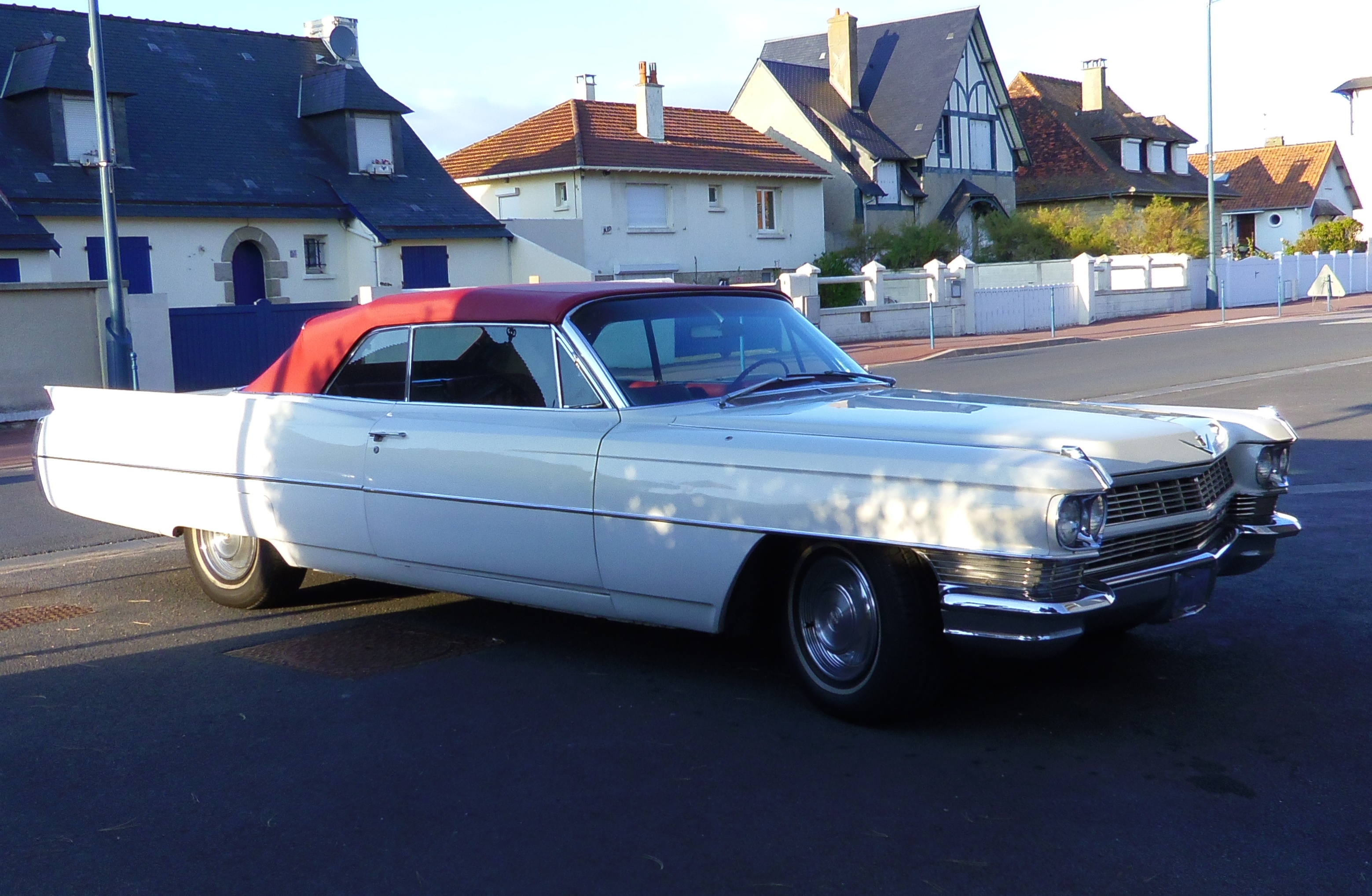
Une Cadillac DeVille convertible de 1964, semblable à celle utilisée dans le film Le Corniaud.

#### Trafic (1971)
Dans ce film de et avec Jacques Tati, Monsieur Hulot conçoit un petit camping-car basé sur une Renault 4 camionnette.  
Trafic_(film,_1971)

#### L'opération corned beef (1990)
- Citroën BX

#### Les véhicules Citroën et le cinéma français
- La Traction avant

- La 2CV

- La DS

## Séries télévisées

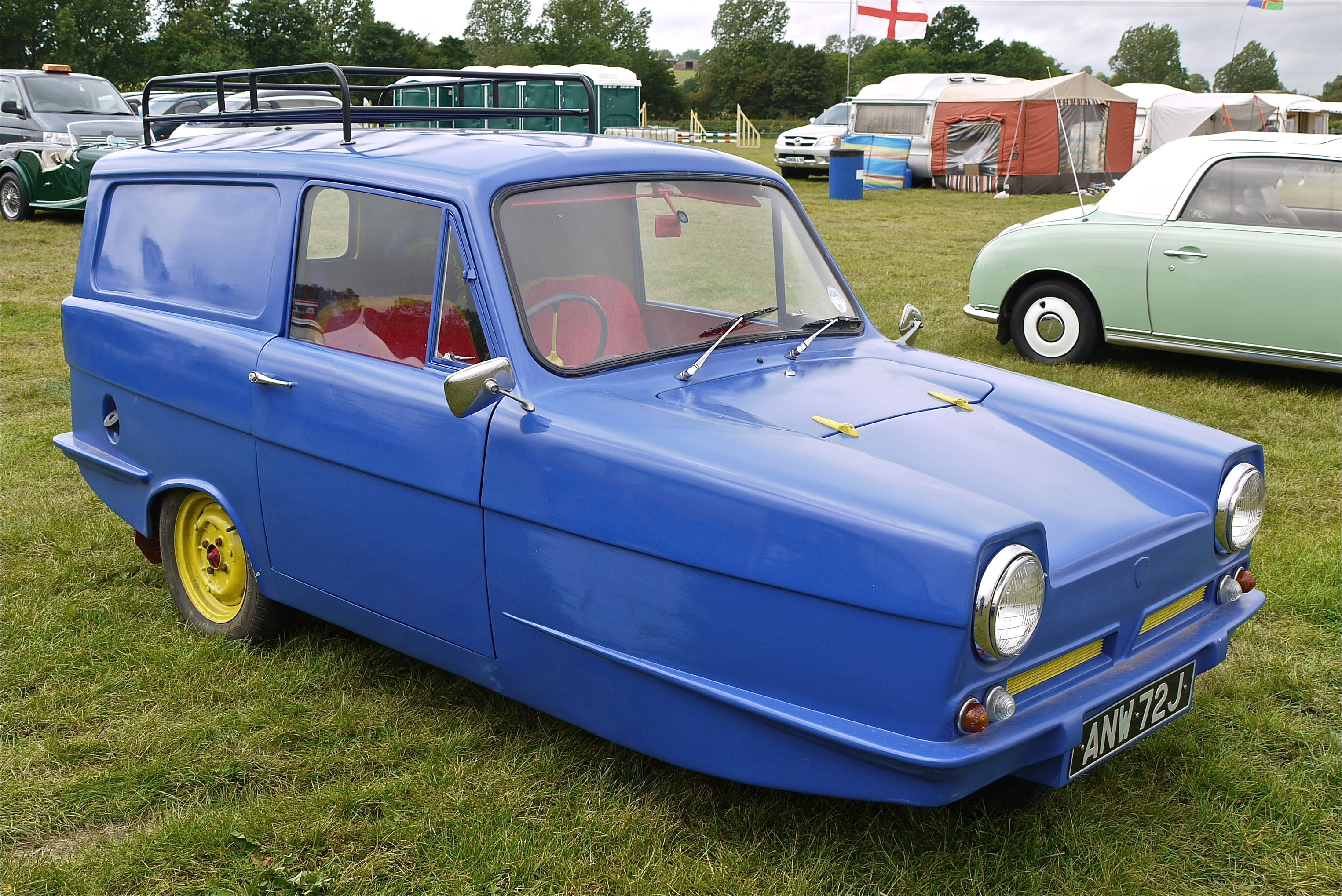
Un van Reliant Regal.

À l'instar des Aston Martin associées au personnage de James Bond, certaines voitures restent indissociables de personnages ou de héros de séries télévisées.

### Columbo

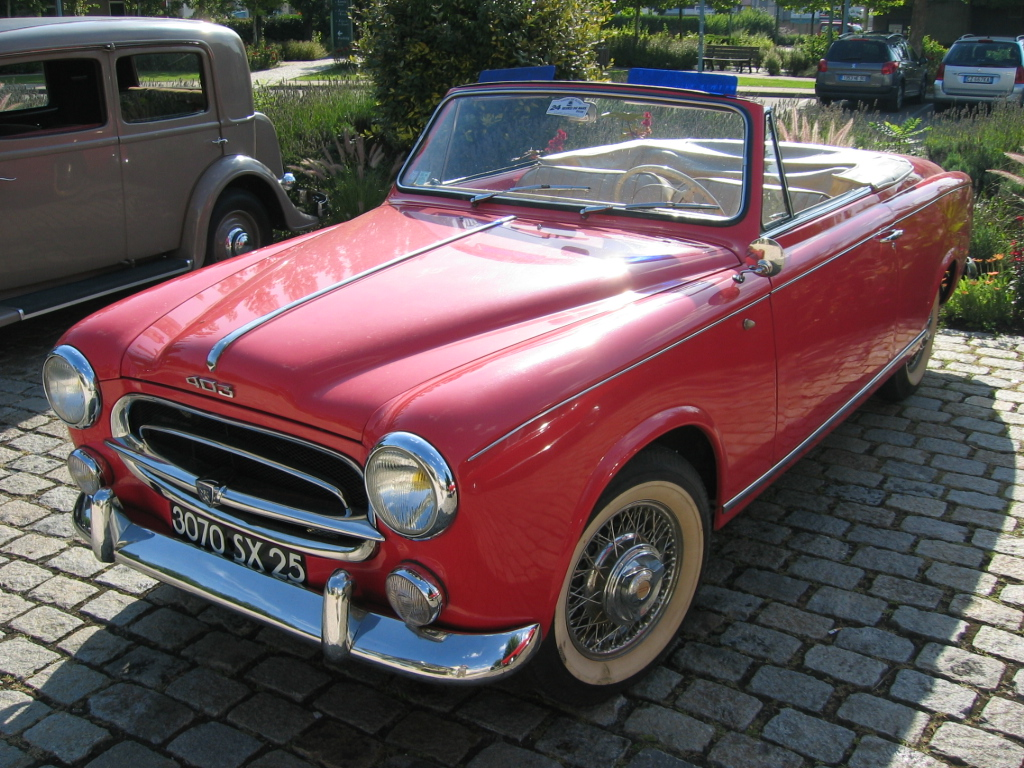
Peugeot 403 Cabriolet, le légendaire véhicule de l'inspecteur Columbo incarné par l'acteur Peter Falk.

L'inspecteur Colombo conduit une Peugeot 403 cabriolet

### Magnum

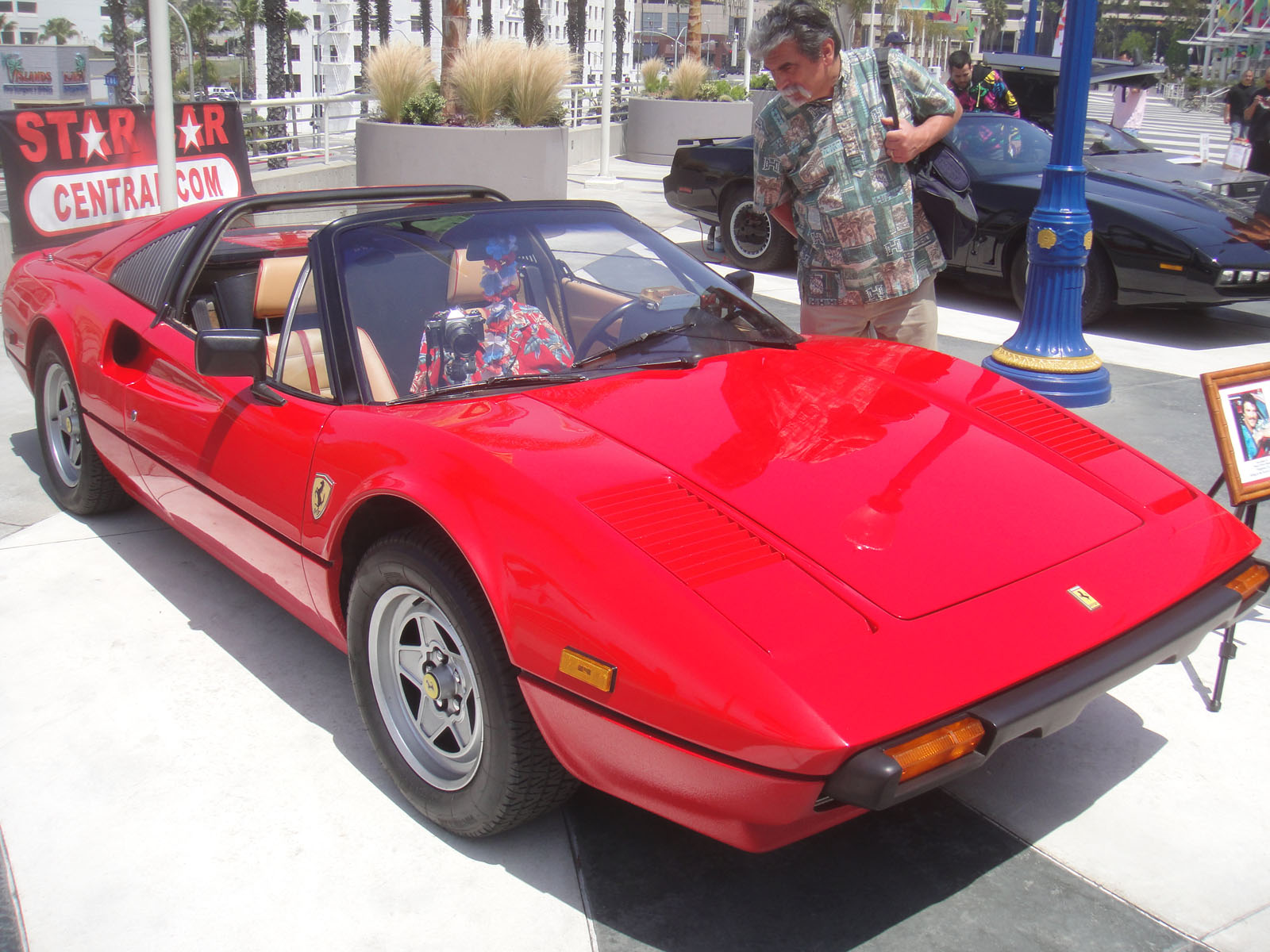
Long Beach Comic Expo 2012 - Magnum P.I. Ferrari

Une Ferrari 308 GTB,

### Starsky et Hutch

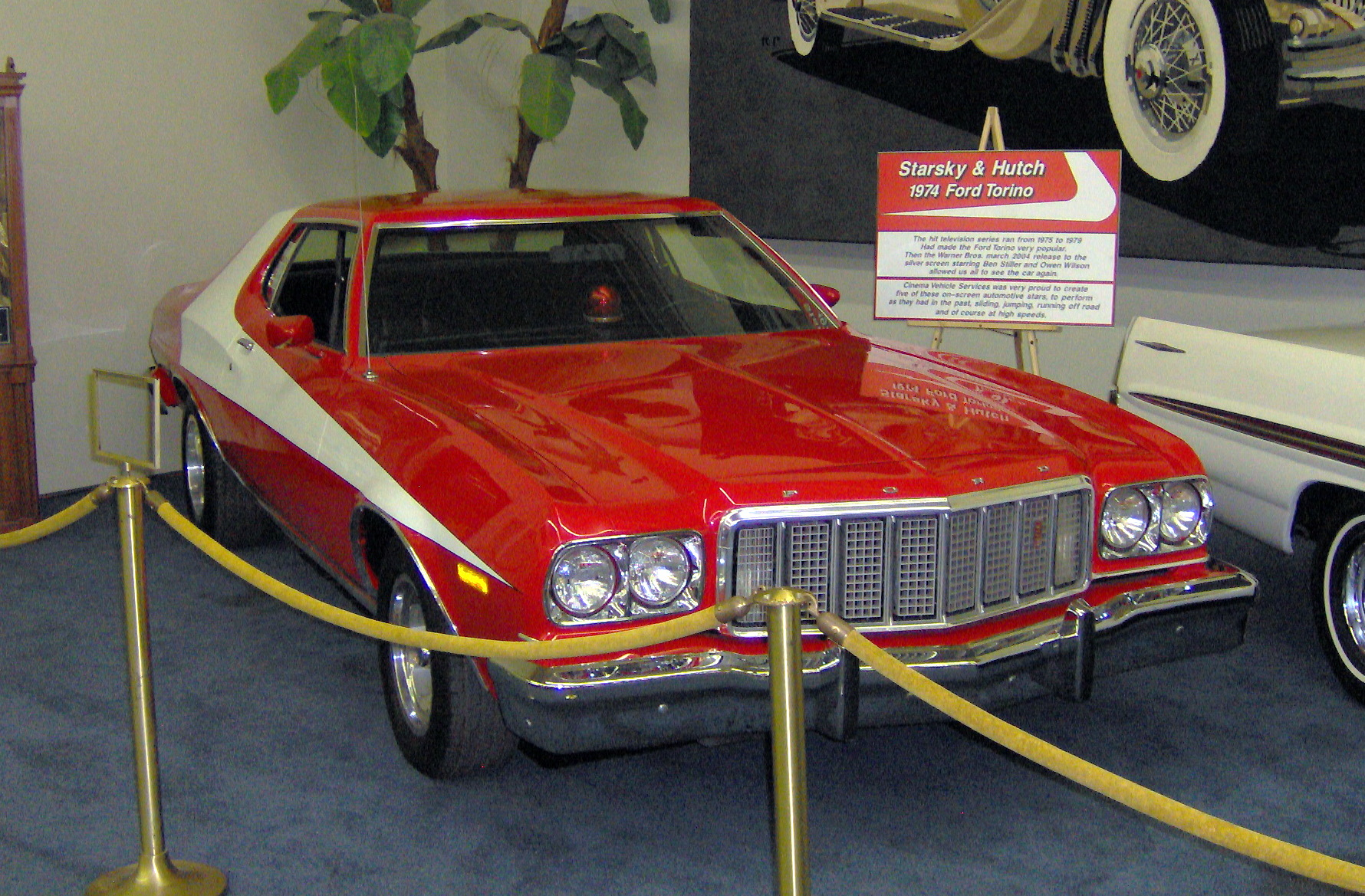
Ford Torino modèle 1974 de la série Starsky & Hutch

Une Ford Torino

### Shérif, fais-moi peur
Le General Lee, une Dodge Charger

### K2000
KITT la voiture qui parle , Pontiac Firebird

### Mr. Bean

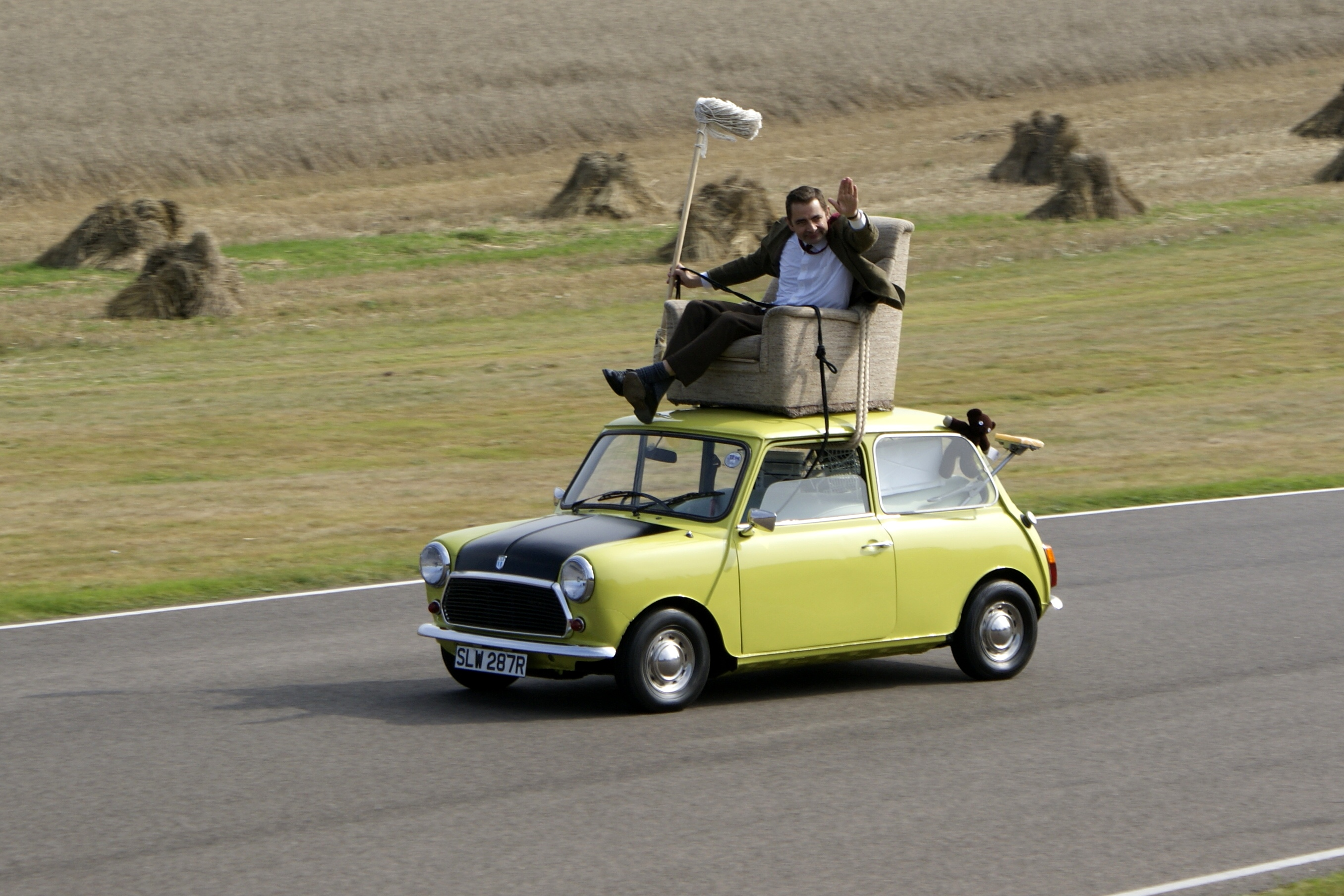
Mr Bean, alias Rowan Atkinson, et sa Mini Cooper en 2009.

La voiture de Mr. Bean occupe une telle place dans les épisodes qu'elle est finalement devenue l'un des personnages de la série. Dans le premier épisode, il s'agit d'une Mini 1000 orange qui finit dans un fossé durant le générique. Par la suite, la voiture est jaune et noire. La voiture a été le théâtre de plusieurs morceaux de bravoure, comme lorsque Mr. Bean s'habille tout en la conduisant pour arriver à l'heure chez le dentiste ou qu'il la conduit depuis un fauteuil installé sur le toit. Mr. Bean prend soin de sa sécurité, utilisant plusieurs clés pour l'ouvrir et la fermant à l'aide d'un cadenas. Il en emporte également régulièrement le volant. Lors de l'épisode Mr. Bean retourne à l'école, la voiture est échangée contre une autre et finit écrasée par un char d'assaut lors d'une démonstration militaire. Après un épisode d'absence, la voiture de Mr. Bean revient pour les deux derniers épisodes.Durant la série, Mr. Bean se montre également continuellement agressif envers une autre voiture, une Reliant Regal Supervan III bleue à trois roues jusqu'à aller à lui prendre sa place en la poussant dans un ravin lors de l'épisode pilote de la série ou sur le côté dans « Les malheurs de Mr. Bean ».

### Les Enquêtes du commissaire Laviolette
Le personnage du commissaire Laviolette incarné par Victor Lanoux conduit une Ford Vedette rouge rutilante.

### Scooby-Doo
Fred Jones, Daphné Blake, Véra Dinkley, Sammy Rogers et Scooby-Doo sont à bord d'une fourgon La Mystery Machine.

### Supernatural
L'un des personnages principaux, Dean Winchester, conduit une Chevrolet Impala 1967 noire ("Impala 67" ou "Chevy Impala") nommée Baby (en VO). Cette voiture a appartenu à son père, John Winchester, qui lui a transmise. Ce dernier l'a achetée en 1973, sous les conseils du Dean du futur, ayant fait un voyage temporel. Sam et Dean Winchester parcourent toute l'Amérique avec, pour chasser des monstres. Dans le coffre de la voiture, une réserve d'armes, protégée par un piège à demons, a été aménagée. Ainsi, nous pouvons y trouver de tout; des lames angéliques, des fusils, du gros sels, de l'eau bénite, de couteaux à démons, un lance-flammes... Elle est devenue un personnage de la série à part entière, et n'est plus considérée comme accessoire dans la série. Elle est très aimée par les fans, et par l'acteur Jensen Ackles qui a même déclaré durant un panel "Baby n'est PAS un accessoire" (VO: Baby is NOT a prop).

### L'Agence tous risques
Mr. T, Dirk Benedict, George Peppard et Dwight Schultz sont à bord d'une GMC Vendura G15.

## Voitures liées au destin ou à la carrière de grands acteurs

### La Ford T et les acteurs comiques du cinéma muet
La Ford T fut largement utilisée dans de nombreux gags et cascades des grands acteurs comiques du cinéma muet tels Laurel et Hardy, Harold Lloyd, Billy Bevan, Snub Pollard et biens d'autres.

### La Porsche 550 Spyder de James Dean
C'était une voiture sportive très performante, spécialement créée pour la compétition. James Dean avait déjà commandé une autre voiture, une Lotus Mark 10 (voir Lotus Cars) mais sa commande avait pris du retard. Or il lui fallait absolument une voiture pour participer à une prochaine course.  En visitant le garage de Los Angeles où l'importateur des Porsche exposait les nouveautés, il fut emballé par le Spyder 550, et l'acheta sur un coup de tête. 
La voiture est devenue célèbre malgré elle car non seulement c'est à son volant que la star du cinéma trouva la mort le 30 septembre 1955 mais d'autres personnes qui acquirent des éléments de l'épave connurent un destin tragique dans les années qui suivirent et beaucoup de gens crurent dès lors que le véhicule de l’acteur était maudit.
George Barris, qui a personnalisé la voiture de James Dean, acheta l’épave du véhicule pour 2500 $ et se fractura la jambe quelque temps plus tard.
Peu après, il vendit le moteur et la transmission à deux médecins Troy McHenry et William Eschrid. En faisant la course l’un contre l’autre, l’un mourut en percutant un arbre après avoir perdu le contrôle de sa voiture, tandis que l’autre se blessa sérieusement après que la sienne eut quitté la route.
Barris vendit les pneus de la voiture : l'acheteur eut un accident de voiture bien qu'ils fussent en bon état.
Deux jeunes essayèrent de voler la voiture mais l’un d’eux, en prenant le volant de la Porsche, s’ouvrit le bras à cause d’un morceau de métal déchiqueté. Plus tard, un autre homme se blessa en essayant de voler le siège du conducteur couvert de sang. Enfin, Barris décida de cacher la voiture, qui fut récupérée par la California Highway Patrol pour l’exposer à titre d’exemple sur les accidents de la route.
La première exposition connut un désastre : en effet, un incendie se déclara, détruisant toutes les voitures aux alentours dans le local et seule cette voiture en sortit indemne. Lors de la deuxième, dans un lycée, la voiture tomba et cassa la jambe d’un étudiant. Sur la voie menant à Salinas, le camion qui transportait le véhicule eut un accident et le conducteur se blessa. À deux autres occasions, la voiture s’'échappa' des camions sans causer d’accidents graves, mais en brisant le pare-brise d’un véhicule.
Finalement, en 1959, ce fut la dernière exposition de la voiture en onze pièces, car en 1960 elle disparut mystérieusement avec le camion dans lequel elle était. On n’a plus jamais revu Little Bastard